# Vladislav Bouček
Vladislav Bouček (1860 Malá Skála – po roce 1927) byl český obchodník, cestovatel a farmář dlouhodobě žijící a pracující v Austrálii, posléze pak v Jižní Africe. Českým dobovým tiskem byl v době svého pobytu v Jižní Africe titulován jako nejjižnější Čech.

## Život
Narodil se v obci Malá Skála nedaleko Turnova v severozápadních Čechách. Po ukončení středoškolských studií krátkou dobu sloužil jako důstojník rakousko-uherské armády, brzy se však začal věnovat obchodu. Okolo roku 1880 se rozhodl odcestovat za prací do Austrálie, kde se usadil a žil. Během australského pobytu se též setkal a spřátelil se zde pobývajícím českým cestovatelem Josefem Kořenským. Patrně ještě v 80. letech 19. století se pak přestěhoval do Jižní Afriky. Zakotvil v komunitě Búrů, původem nizozemských osadníků zde usazených po několik století, a spravoval nejprve vlastní obchod ve městě Mbangolu v Oranžsku, následně pak zakoupil velkofarmu ve Spring-Wale. Zažil též v Oranžsku probíhající druhou búrskou válku (1899–1902).
Na Boučkově farmě po jistou dobu pracoval také Jiří Viktor Figulus, rovněž český osadník a pokrevní potomek Jana Amose Komenského. 
Zůstal v kontaktu s českým prostředím a podílel se na budování nevelké české komunity v jižní Africe. Byl rovněž nadšeným včelařem a uveřejnil z tohoto oboru několik odborných textů, mj. v časopise Český včelař. Po roce 1918 sympatizoval se vznikem samostatného Československa, v Čechách dlouhodobě podporoval Ústřední matici školskou.
Zemřel po roce 1927. 